# Acid undecanoic
Acidul undecanoic, de asemenea cunoscut și sub denumirea alternativă de acid undeciclic, este un acid carboxilic natural cu formula de structură restrânsă CH3-(CH2)9-COOH. 